# Bergsbron

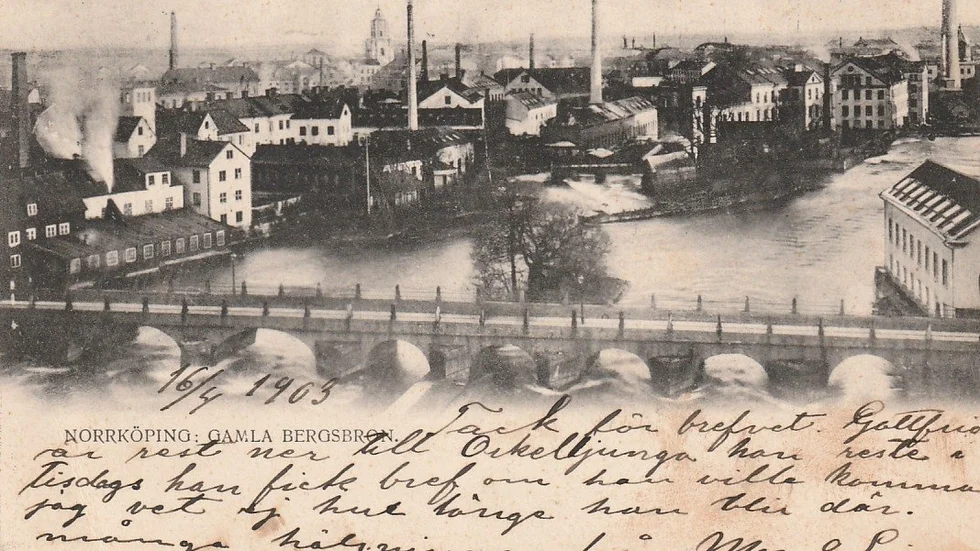
Gamla Bergsbron, slutet av 1800-talet

Bergsbron är en 145 meter lång och 13 meter bred fordonsbro över Motala ström i Norrköping. Den har tidigare också varit spårvagnsbro för den nedlagda linje 1. Den förbinder Norra och Södra Kungsgatorna i stadsdelarna Nordantill respektive Berget. Den benämndes för länge sedan ”Nya Västerbron, ”Västra bron”, ”Västerbron” och ”Bron på Berg”.
Den nuvarande Bergsbron uppfördes 1901-1902 av AB Skånska Cementgjuteriet och är en valvbro med fyra valv, byggd i stenbeklädd betong.

## Historik
Den äldsta bron på platsen var en träbro, som byggdes på 1640-talet. Den störtade samman 1661 och återuppbyggdes 1661–1662. 
Den närmast föregående bron var en smalare stenvalvsbro med troligen 17 valv, som byggdes 1775. I en våldsam vårflod i april 1788 raserade fyra av dess stenvalv. Delar av bron rasade också 1899 ner i Motala ström.